# Someone like You (Adele-sang)
 For alternative betydninger, se Someone like You. (Se også artikler, som begynder med Someone like You)
"Someone like You" er en sang af den britiske sangerinde Adele. Den blev skrevet at Adele og Dan Wilson til hendes andet studiealbum, 21. Det er den anden single og sidste track på albummet. Sangen er inspireret af et kærlighedsforhold der er slut, og teksten handler om Adele, der accepterer det. XL Recordings udgav sangen som den anden single fra albummet den 24. januar 2011 i Storbritannien og den 9. august 2011 i USA. Den bliver kun akkompagneret af klaver (spillet af Wilson), og Adele synger som sit forhold med hendes ekskæreste. Sangen modtog positive reaktioner fra musikkritikere, der nævnte sangen som et højdepunkt fra 21 og roste teksten, den simple lyd og Adeles vokal.
Efter en vel modtaget optræden med sangen under 2011 Brit Awards blev "Someone like You" Adeles første nummer 1 single på UK Singles Chart, og den forblev på toppen af hitlisten i fem uger. Sangen toppede også hitlisterne i Irland, New Zealand, Australien, Brasilien, Italien, Frankrig og Schweiz, og blev Adeles andet nummer et hit i USA. Dermed blev Adele den første kvindelige britiske solosanger i historien, der havde nummer 1 hits fra samme album på Billboard Hot 100. I juli 2011 blev det den første single i årtiet, der solgte en million eksemplarer i Storbritannien, hvor den blev certificeret 3× Platin af British Phonographic Industry (BPI), og den solgte 5× Platin hos Recording Industry Association of America (RIAA) i USA.

## Hitlister
| Hitliste (2011–12)                               | Højeste placering |
| ------------------------------------------------ | ----------------- |
| Australien (ARIA)                                | 1                 |
| Østrig (Ö3 Austria Top 40)                       | 2                 |
| Belgien (Ultratop 50 Flanderen)                  | 2                 |
| Belgien (Ultratop 50 Vallonien)                  | 1                 |
| Brazil (Billboard Hot 100 Airplay)               | 1                 |
| Brazil (Billboard Hot Pop)                       | 1                 |
| Canada (Canadian Hot 100)                        | 2                 |
| Tjekkiet (Rádio Top 100)                         | 1                 |
| Danmark (Track Top-40)                           | 2                 |
| Europe (Euro Digital Songs)                      | 1                 |
| Finland (Suomen virallinen lista)                | 1                 |
| Frankrig (SNEP)                                  | 1                 |
| Tyskland (Official German Charts)                | 3                 |
| Greece Digital Songs (Billboard)                 | 4                 |
| Ungarn (Rádiós Top 40)                           | 3                 |
| Iceland (RÚV)                                    | 1                 |
| Irland (IRMA)                                    | 1                 |
| Israel (Media Forest)                            | 2                 |
| Italien (FIMI)                                   | 1                 |
| Japan (Japan Hot 100)                            | 6                 |
| Luxembourg Digital Songs (Billboard)             | 3                 |
| Mexico Airplay (Billboard)                       | 4                 |
| Holland (Dutch Top 40)                           | 2                 |
| Holland (Single Top 100)                         | 2                 |
| New Zealand (RIANZ)                              | 1                 |
| Norge (VG-lista)                                 | 3                 |
| Polen (Polish Airplay Top 100)                   | 1                 |
| Poland Digital Songs (Billboard)                 | 1                 |
| Portugal Digital Songs (Billboard)               | 1                 |
| Romania (Romanian Top 100)                       | 2                 |
| Skotland (Official Charts Company)               | 1                 |
| Slovakiet (Rádio Top 100)                        | 3                 |
| South Korea International Singles (Gaon)         | 3                 |
| Spanien (PROMUSICAE)                             | 3                 |
| Spain (Airplay Chart)                            | 1                 |
| Sverige (Sverigetopplistan)                      | 3                 |
| Schweiz (Schweizer Hitparade)                    | 1                 |
| Storbritannien Singles (Official Charts Company) | 1                 |
| US Billboard Hot 100                             | 1                 |
| US Adult Contemporary (Billboard)                | 1                 |
| US Adult Pop Songs (Billboard)                   | 1                 |
| US Hot Dance Club Songs (Billboard)              | 24                |
| USA Hot Rock Songs (Billboard)                   | 24                |
| US Latin Pop Songs (Billboard)                   | 6                 |
| US Pop Songs (Billboard)                         | 2                 |

| Hitliste (2015)                     | Højeste placering |
| ----------------------------------- | ----------------- |
| Tjekkiet (Singles Digitál Top 100)  | 52                |
| Slovakiet (Singles Digitál Top 100) | 76                |

| Hitliste (2011)                   | Placering |
| --------------------------------- | --------- |
| Australian Singles Chart          | 4         |
| Austrian Singles Chart            | 31        |
| Belgian Singles Chart (Flanders)  | 5         |
| Belgian Singles Chart (Wallonia)  | 10        |
| Brazil Billboard Hot 100 Airplay  | 21        |
| Canadian Hot 100                  | 16        |
| Danish Singles Chart              | 17        |
| German Singles Chart              | 28        |
| Hungarian Airplay Chart           | 44        |
| Irish Singles Chart               | 1         |
| Israeli Airplay Chart             | 7         |
| Italian Singles Chart             | 1         |
| Netherlands (Dutch Top 40)        | 2         |
| Netherlands (Mega Single Top 100) | 10        |
| New Zealand Singles Chart         | 4         |
| Spanish Singles Chart             | 39        |
| Swiss Singles Chart               | 9         |
| UK Singles Chart                  | 1         |
| US Billboard Hot 100              | 24        |
| US Adult Contemporary (Billboard) | 26        |
| US Adult Pop Songs (Billboard)    | 17        |
| Hitliste (2012)                   | Placering |
| Argentine Digital Singles Chart   | 6         |
| Belgian Singles Chart (Flanders)  | 30        |
| Belgian Singles Chart (Wallonia)  | 15        |
| Brazil Billboard Hot 100 Airplay  | 1         |
| Brazil Billboard Pop Songs        | 1         |
| Germany (Media Control AG)        | 54        |
| Netherlands (Mega Single Top 100) | 90        |
| Hungarian Airplay Chart           | 83        |
| Spanish Singles Chart             | 12        |
| Swiss Singles Chart               | 12        |
| US Billboard Hot 100              | 43        |